# جلال خان
جلال خان (انگلیسی: Jalal Khan; ۱۳ اوت ۱۹۲۷ – ۲۷ آوریل ۱۹۸۶) پرتاب‌گر نیزه اهل پاکستان بود.